# فلسفه صوفیان
فلسفه صوفیان (Sufi philosophy) شامل مکاتب فکری منحصر به تصوف ، سنت عرفانی در اسلام است، که به گفته طرفداران آن، تاسوعا یا فقر نیز نامیده می‌شود. تصوف و سنت فلسفی آن ممکن است با هر دو شاخه سنی و شیعه اسلام مرتبط باشد. گفته می‌شود که تفکر صوفیانه در قرن هشتم میلادی از خاورمیانه ظهور کرد، اما اکنون در سراسر جهان طرفدارانی دارد.
تعالیم صوفیان به تهذیب باطن می‌پردازد و راهی است که تمام حجاب‌های بین الهی و بشر را از بین می‌برد. ادبیات صوفیانه در قالب کتابهای راهنما، رساله، گفتار و شعر، منبع تفکر و تأملات صوفیانه است. فلسفه صوفیانه، مانند سایر سنت‌های مهم فلسفی، دارای زیرشاخه‌های متعددی از جمله کیهان‌شناسی و متافیزیک و نیز چندین مفهوم منحصربه‌فرد است.

## تاریخ
یکی از نویسندگان اولیه در فلسفه صوفی، غزالی (۱۰۵۸–۱۱۱۱) بود. که در مورد مفهوم خود و علل بدبختی و سعادت بحث کرد. سنت عرفانی، تا حدودی پنهان از فرقه‌های سنی و شیعه، ظهور و رشد یافت. زهد فقیرها و دراویش آن برای جمعیت‌هایی که قبلاً با سنت‌های رهبانی هندوئیسم، بودیسم و مسیحیت آشنا بودند، جذاب بود.

## متافیزیک
مفهوم مابعدالطبیعه صوفیانه نخستین بار توسط ابن عربی در یکی از پربارترین آثارش با عنوان فصوص الحکم به صورت مکتوب عمیقاً مورد بحث قرار گرفته‌است یک قول صوفیانه است که می‌گوید: «کسی که نفس خود را شناخت، رب خود را شناخت».

## کیهان‌شناسی
کیهان‌شناسی صوفیانه یک اصطلاح کلی برای آموزه‌های کیهانی است که با عرفان یا تصوف مرتبط است. آرای نوافلاطونی و تعلیمات فلوطین مورد توجه فیلسوفان اسلامی مانند ابن سینا و ابن عربی واقع شده‌است.

### روح
برخی از عرفا از روح به عنوان «باطن» یا «من باطنی» یاد می‌کنند. تعقل قلب به قرب الی الله می‌انجامد.

### بدن فیزیکی
بدن جسمانی انعکاسی از جسم روحانی یا «باطن» یا «روح» است.

### حال
حال (جمع احوال) حالتی از آگاهی است که در جریان سیر معنوی (سلوک)، به وجود می‌آید. از جمله حالات سعادت (وجد)، سرگردانی (حیرت) و موارد دیگر است. گذرا بودن چنین حالاتی در تقابل با کیفیت پایدارتر مقام در طول مسیر معنوی است. احوال و مقام هر دو موهبتی از جانب خداوند و ثبات قدم سالک از طریق عشق و دانش است.

### منزل
در اصطلاح تصوف، صحنه آگاهی است.

### مقام
مقام، سطح آگاهی سالک است.

### فنا
فنا اصطلاح صوفیانه استهلاک نفس شیطانی و آگاهی و حیات است.

### بقا
حفظ سطح آگاهی در سیر معنوی است.

### یقین
بیننده بودن حقایق عالم هستی است.

### حقیقت
واقعیت ادراک عالم مُلک یکی از حقایق عالم هستی است.

### معرفت
معرفت، آگاهی و شناخت شهودی است.

### احسان
احسان و حسن عمل، بیننده شدن و «کمال» یا «تعالی» و قدرت اراده انسان است.

## برای مطالعهٔ بیشتر
- Frager, Robert، تصوف اساسی
- Frager, Robert (۱۹۹۹). قلب، خود و روح. کتاب‌های جستجو. pp. 54-88.شابک ‎۰−۸۳۵۶−۰۷۷۸-Xشابک 0-8356-0778-X. اثری از انتشارات تئوسوفی.
- شاه، ادریس (۱۳۸۰). صوفیان. لندن، انگلستان: Octagon Press. pp. 394-395.شابک ‎۰−۸۶۳۰۴−۰۲۰−۹شابک 0-86304-020-9.
- 978-979-433-797-4
- رحیمی، صادق (1386). بیرونی صمیمی: فضای صوفی به مثابه پناهگاهی برای سوژه‌های آسیب دیده در ترکیه.، مجله دین و سلامت، ش. ۴۶، شماره ۳، سپتامبر 2007; pp. ۴۰۹–۴۲۲
- Chopra, RM, "SUFISM" (منشأ، رشد، کسوف، تجدید حیات)، ۲۰۱۶، Anuradha Prakashan، دهلی نو.شابک ‎۹۷۸−۹۳−۸۵۰۸۳−۵۲−۵شابک 978-93-85083-52-5.
  - فرهنگ تاریخی تصوف اثر جان رنارد
- 978-93-5029-448-2